# Großhaslau
Großhaslau ist eine Ortschaft in Niederösterreich und bildet zusammen mit dem nordwestlich angrenzenden Weiler Teichhäuser eine Katastralgemeinde der Stadtgemeinde Zwettl-Niederösterreich. Am 1. Jänner 2024 hatte die Ortschaft 139 Einwohner auf einer Fläche von 7,05 km².
Bis Ende 1969 war Großhaslau eine eigenständige Gemeinde.

## Geografie
Großhaslau liegt in einer Entfernung von etwa sechs Kilometern nördlich des Stadtzentrums von Zwettl an der Zwettler Straße B 36. Der Ort ist durch Postbusse mit dem österreichischen Überlandbusnetz verbunden; außerdem gibt es dort eine Haltestelle der Lokalbahn Schwarzenau–Zwettl–Martinsberg, deren Personenverkehr jedoch im Dezember 2010 eingestellt wurde.
Von 2008 bis 2010 wurde eine zweispurige Umfahrungsstraße mit einer Länge von fünf Kilometern gebaut, um den Durchgangsverkehr im Ortsgebiet um 80 bis 85 % zu verringern.
Das Gemeindegebiet grenzt im Norden an die Katastralgemeinde Großglobnitz, östlich an Germanns, im Südosten an Gerotten, südlich an Zwettl Stift, im Südwesten an Gradnitz, westlich an Unterrabenthan und im Nordwesten an Ritzmannshof und Walterschlag (Gemeinde Schweiggers).

## Geschichte
Großhaslau wurde 1157 mit der Bezeichnung Haselowe zum ersten Mal urkundlich erwähnt. Der Name bedeutet so viel wie „Au, die mit Haselsträuchern bewachsen ist“.
Als nach der Revolution von 1848/49 das feudale Gesellschaftssystem aufgehoben wurde, bildeten sich allerorts selbständige Gemeinden. Obwohl ein Entwurf für das Waldviertel vorsah, Großhaslau der Ortsgemeinde Zwettl anzugliedern, führte der Widerstand der Bevölkerung schließlich dazu, dass sich der Ort 1850 als eigenständige Gemeinde konstituierte. Laut Adressbuch von Österreich waren im Jahr 1938 in der Ortsgemeinde Großhaslau ein Gastwirt, ein Gemischtwarenhändler, ein Agent, ein Schmied, ein Wagner und einige Landwirte ansässig.
Im Jahr 1968 schlossen sich Stift Zwettl, Rudmanns und Gerotten zur Gemeinde Stift Zwettl zusammen. 1970 kam Großhaslau zu der neu gebildeten Ortsgemeinde hinzu, welche sich 1970/71 zusammen mit Friedersbach, Gradnitz, Großglobnitz, Jagenbach, Jahrings, Marbach am Walde, Oberstrahlbach, Rieggers, Rosenau Dorf, Rosenau Schloss, Unterrabenthan und Zwettl freiwillig zur neu gebildeten Stadtgemeinde Zwettl-Niederösterreich vereinigte.

## Persönlichkeiten
- Ignaz Dienstl (1883–1948), Landwirt, Politiker und Abgeordneter zum Landtag
- Hans Gerstinger (* 23. Dezember 1885 in Großhaslau; † 2. Juli 1971 in Graz, Steiermark) war Altphilologe und Mitglied der Österreichischen Akademie der Wissenschaften.